# Spattweg
Spattweg (westallgäuerisch: Schbatweəg) ist ein Gemeindeteil der Gemeinde Opfenbach im bayerisch-schwäbischen Landkreis Lindau (Bodensee).

## Geographie
Der Weiler liegt circa 1,5 Kilometer nordöstlich des Hauptorts Opfenbach und er zählt zur Region Westallgäu. Durch die Ortschaft verläuft die Bahnstrecke Buchloe–Lindau.

## Ortsname
Der Ortsname stammt vom mittelhochdeutschen Wort spāt für blättricht brechendes Gestein, Splitter und bedeutet (Siedlung am) splittrigen Weg.

## Geschichte
Spattweg wurde erstmals urkundlich im Jahr 1550 mit Jacob Gäuggeli Im Spatweg in einem Wangener Steuerbuch erwähnt. 1771 fand die Vereinödung des Orts mit zwei Teilnehmern statt. 1818 wurden zwei Wohngebäude im Ort gezählt. Spattweg gehörte einst dem Gericht Simmerberg in der Herrschaft Bregenz an. Am 27. April 1945 explodierte ein stehengebliebener Munitionszug in Spattweg, wobei acht Soldaten starben. In Spattweg befand sich der Haltepunkt Opfenbach an der Bahnstrecke Buchloe–Lindau.

## Persönlichkeiten
- Benedikt Kraft (1888–1963), katholischer Theologe[5]